# Tiến hóa của bộ Cá voi

Khoảng 80-87 loài hiện nay trong bộ Cá voi.

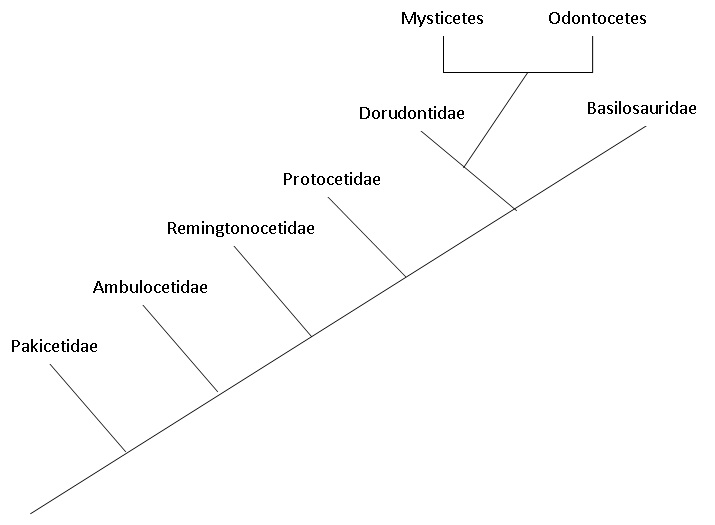
Phát sinh chủng loài học cho thấy mối quan hệ giữa các gia đình cá voi.

Các loài cá voi đã tiến hóa từ các động vật có vú sống trên đất liền (có thể nhất có lẽ là từ tổ tiên chung là các dạng động vật ăn thịt có móng guốc, cùng nhánh chị em đồng tiến hóa kia là các động vật guốc chẵn (Artiodactyla) như lợn và hà mã). Chúng có lẽ đã thích nghi với cuộc sống đại dương vào khoảng 50 triệu năm trước.
Artiodactyla, nếu như loại bỏ nhóm Cetacea, là một nhóm đa ngành. Vì lý do này, thuật ngữ khoa học Cetartiodactyla (cá voi+guốc chẵn) đã được tạo ra để chỉ nhóm chứa cả động vật guốc chẵn và cá voi (mặc dù vấn đề có thể dễ dàng giải quyết bằng cách coi Cetacea là một phân nhóm của Artiodactyla).
Nguồn gốc sinh sống trên mặt đất của bộ Cá voi được chỉ ra bởi:
- Chúng cần phải thở không khí trên mặt nước;
- Các xương của vây giống với các chi của động vật có vú
- Sự chuyển động thẳng đứng của cột sống, đặc trưng của một loài động vật có vú hơn so với các chuyển động ngang của cá.

Câu hỏi làm thế nào một nhóm các động vật có vú đất trở nên thích nghi với đời sống thủy sinh là một bí ẩn cho đến khi người ta khám phá ra nhiều hoá thạch cá voi cổ, bắt đầu từ cuối những năm 1970 ở Pakistan. Các hoá thạch đã cung cấp bằng chứng về nhiều giai đoạn trong quá trình các loài thú sống trên đất liền tiến hoá thành thú sống ở biển.

## Các tổ tiên cổ nhất

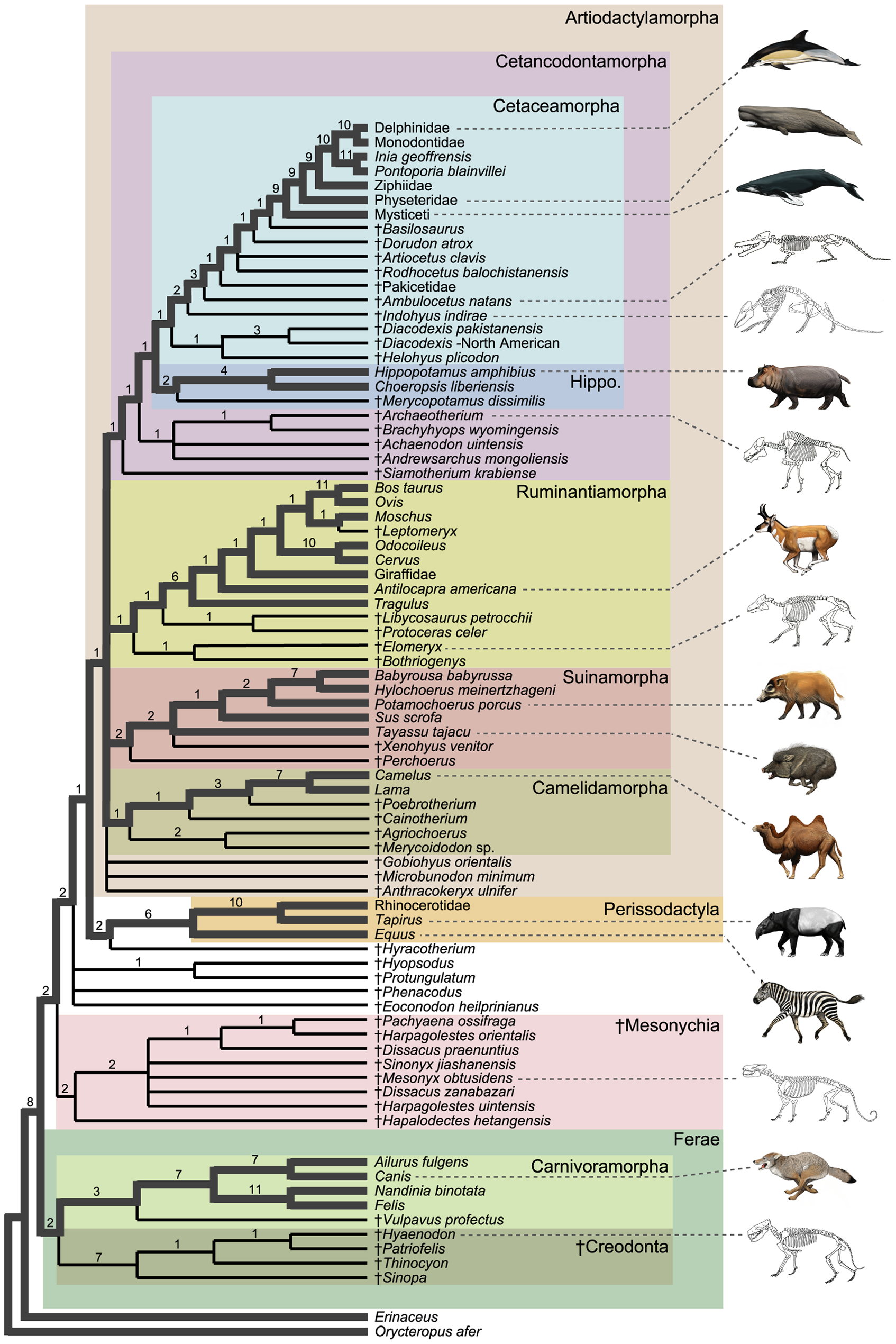
Cây phát sinh chủng loài cho thấy bộ Cá voi thuộc Artiodactylamorpha

Theo học thuyết truyền thống thì cá voi có họ hàng gần với Mesonychia, một bộ thú móng guốc ăn thịt và là nhóm chị em của Artiodactyla (bộ Guốc chẵn). Giả thuyết này sinh ra là do loại răng ba đĩnh bất thường của Mesonychia và cá voi. Tuy nhiên, dữ liệu phát sinh loài phân tử gần nay hơn cho rằng cá voi gần với bộ Guốc chẵn hơn, đặc biệt là hà mã. Tuy nhiên, Anthracotheriidae cổ nhất, tổ tiên của hà mã, chỉ xuất hiện vào giữa thế Eocene, nhiều triệu năm sau khi Pakicetus, tổ tiên của cá voi, xuất hiện vào đầu thế Eocene, cho thấy hai nhánh này đã tách biệt từ trước thế Eocene.
Dữ liệu phân tử được ủng hộ bởi phát hiện Pakicetus, chi tiền cá voi cổ nhất. Bộ xương Pakicetus cho thấy cá voi không bắt nguồn trực tiếp từ Mesonychia. Thay vào đó, chúng là những Artiodactyla bắt đầu sống dưới nước không lâu sau khi Artiodactyla tách khỏi Mesonychia. Đáng chú ý rằng hầu hết tổ tiên động móng guốc đều ăn thịt hay xác thối, và bộ Guốc chẵn và bộ Guốc lẻ đã chuyển sang ăn thực vật. Ngược lại, cá voi vẫn giữa chế độ ăn thịt, vì con mồi của chúng có sẵn hơn và cần lượng calo nhiều hơn. Mesonychia cũng chuyên biệt hóa để ăn thịt, nhưng đây là một bất lợi vì con mồi lớn khi đó chưa phổ biến. Creodonta và Carnivora thích nghi tốt hơn đã đánh bại Mesonychia trong cuộc đua lắp đầy hốc sinh thái của khủng long.

## Tóm tắt
Trước kia, các nhà khoa học không thể lý giải tại sao một loài thú có vú như cá voi lại sống dưới biển. Đây là luận điểm để những người chống đối thuyết tiến hóa dựa vào. Về logic thì lý lẽ của 2 bên như sau:
Chống đối thuyết tiến hóa: Nếu không có tiến hóa, thì cá voi phải luôn tồn tại dưới hình dáng hiện tại, trong môi trường nước hiện tại và không hề có dấu hiệu gì ở bất cứ giai đoạn nào trong vòng đời dính líu gì đến thú trên cạn. Cá voi sẽ không có quan hệ gần với nhóm thú trên cạn nào, vì nó được tạo ra riêng biệt cho biển. Trong di tích hóa thạch cá voi sẽ xuất hiện thình lình, với một khoảng trống không thể lấp đầy: Không hề có dạng trung gian với những đặc điểm của cá voi VÀ thú trên cạn.
Ủng hộ thuyết tiến hóa: Nếu cá voi đã tiến hóa từ thú có vú sống trên cạn, thì ta sẽ tìm thấy trong gen và trong quá trình phát triển của cá voi những dấu tích của quá trình một loài vật trên cạn thay đổi để sống dưới nước. Phân tích di truyền hoặc/và giải phẫu, sinh lý sẽ cùng chỉ về một nhóm động vật trên cạn còn sống hay hóa thạch là gần gũi với cá voi hơn cả. Dĩ nhiên, phải có dạng trung gian với những đặc điểm của cá voi VÀ thú trên cạn.
Từ các khám phá hóa thạch vào thập niên 1970 trở về sau, chúng ta tìm thấy được: đầu tiên là Pakicetus, một loài thú sống trên cạn bình thường, nhưng lại có thành xương dày quanh vùng tai giống như cá voi ngày nay; kế tiếp đó Ambulocetus lại có thêm chân ngắn lại, bàn tay chân bè hơn như mái chèo, đuôi to khỏe, cộng bằng chứng phân tích xương và đất bao quanh hóa thạch cho thấy nó dành nhiều thời gian bơi lội hơn… rồi những hóa thạch cho thấy sự chuyển dần vị trí 2 lỗ mũi lên trên đỉnh đầu như Maiacetus, cũng như sự giảm dần rồi đến tách rời của xương hông và chân sau, đến khi chỉ còn lại đôi chân nhỏ xíu, dị dạng của Basilosaurus. Còn lại ngày nay chỉ là 1 mẩu xương tí hon và vô dụng trong mình cá voi, nơi đáng ra phải là một đôi chân. Không chỉ ở vẻ ngoài, cá voi, cá heo vẫn có gen tạo chân (lông, tai ngoài v.v), và bào thai vẫn có phát triển mầm chân sau trước khi bị cơ thể tái hấp thụ, lâu lâu ngư dân lại bắt được một con cá voi có chân sau dị dạng. Phân tích DNA, ta cũng thấy cá voi có họ hàng rất gần với những loài như hà mã, củng cố giả thiết cá voi có nguồn gốc trên cạn… Kết luận: Những bằng chứng hoàn toàn ủng hộ cho thuyết tiến hóa.

## Đặc điểm của bộ cá voi
"Cá voi" là từ bình dân chỉ bộ Cetacea, gồm cả cá heo lẫn cá voi, có răng (phân bộ Odontoceti, cá heo, cá voi sát thủ, cá nhà táng v.v) hoặc không răng – tấm sừng (Mysticeti, cá voi xanh, cá voi lưng gù, cá voi đầu bò), phạm vi bài viết này mình chỉ nói đến quá trình thích nghi với nước của nguyên bộ chứ không đi sâu vào phân bộ. 
1) Điểm khác cá:
- Thú có vú: hằng nhiệt, đẻ con, nuôi con bằng sữa, có chút lông.
- Không có mang, thở bằng phổi
- Cơ thể dày và tròn, không thon dài như cá.
- Vây đuôi theo phương ngang, đuôi đập lên – xuống khi bơi chứ không trái – phải như cá.
- Vây lưng là khối thịt – mô liên kết cứng, không có xương.

2) Điểm khác thú:
- Các đốt sống cổ co ngắn, kết cấu xương sống rất linh hoạt, cho phép tạo lực đẩy lớn từ đuôi.
- Vây tay có những xương tương đồng với thú bốn chân nhưng bẹt ra và co ngắn, xương cổ tay dạng đĩa tròn với nhiều ngón tay kéo dài và khủy tay bất động.
- Không có chân sau nhưng ở vị trí đó có vài mẩu xương với kích cỡ khác nhau tùy loài và tùy cá thể.
- Nếu có, răng toàn bộ hình trụ hoặc nón, không phân biệt chức năng, không thể nhai thức ăn.
- Không có tuyến lệ, tuyến trên da hay khứu giác.
- Cá voi có lỗ thở trên đỉnh đầu, có loài có hai lỗ, có loài một. Lỗ thở này còn gọi là lỗ phun nước. Dù có một hay hai lỗ thở thì khi quan sát kết cấu xương mũi vẫn sẽ chia hai như thú.
- Thính giác nhạy nhưng không có tai ngoài. Tai trong (2 cục nhìn như 2 trái nho màu cam) tách biệt khỏi sọ, kết nối bằng một mấu xương hình chữ S đặc trưng. Nghe thông qua rung động truyền từ xương hàm và khối mỡ lớn (vàng) ⇐ chú ý điểm này, hệ thính giác của bộ cá voi là độc nhất vô nhị.[3]